# Hongtuya (ort i Kina, Jilin Sheng, lat 41,77, long 126,44)
Hongtuya (kinesiska: 红土崖, 红土崖镇) är en ort i Kina. Den ligger i provinsen Jilin, i den nordöstra delen av landet, omkring 260 kilometer sydost om provinshuvudstaden Changchun. Antalet invånare är 10 609. Befolkningen består av 5 151 kvinnor och 5 458 män. Barn under 15 år utgör 12,0 %, vuxna 15-64 år 76 %, och äldre över 65 år 11,0 %.
Runt Hongtuya är det ganska tätbefolkat, med 179 invånare per kvadratkilometer. Närmaste större samhälle är Baishan, 18,4 km norr om Hongtuya. Omgivningarna runt Hongtuya är en mosaik av jordbruksmark och naturlig växtlighet.
Genomsnittlig årsnederbörd är 1 123 millimeter. Den regnigaste månaden är juli, med i genomsnitt 335 mm nederbörd, och den torraste är januari, med 11 mm nederbörd.